# 貝沃湖
51°38′17.17″N 7°38′5.01″E / 51.6381028°N 7.6347250°E

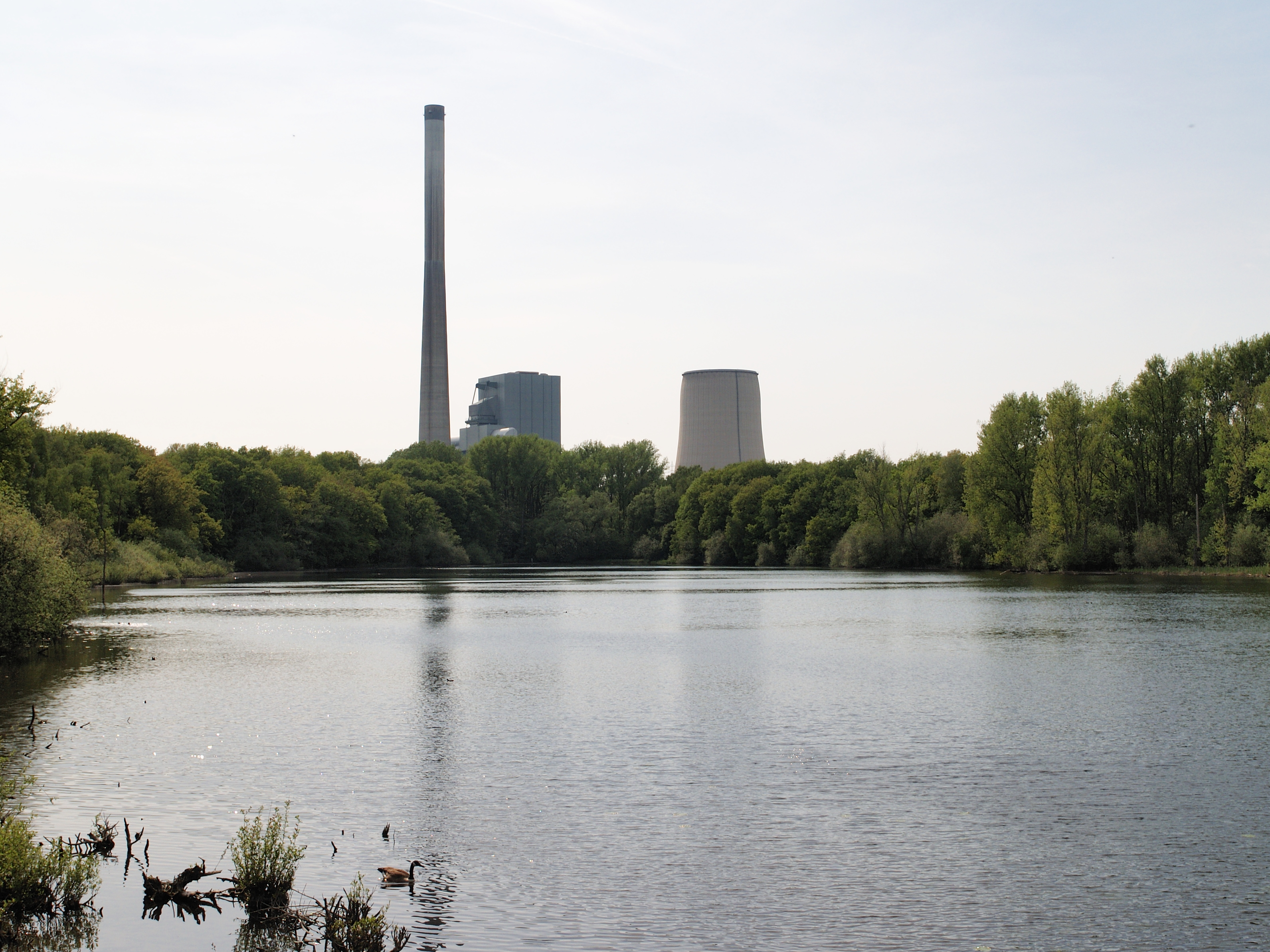

貝沃湖（德語：Beversee），是德國的湖泊，位於該國西部，由北萊茵-威斯特法倫州負責管轄，處於貝格卡門，長0.7公里、寬0.1公里，面積0.1平方公里，最大水深6米。